# Barbichas-bico-de-fogo
O barbichas-bico-de-fogo ( Psilopogon pyrolophus ) é uma espécie de ave da família Megalaimidae. É nativo da Malásia peninsular e de Sumatra, onde habita florestas tropicais úmidas de planície e montanhosa. Ele foi listado como menos preocupante na Lista Vermelha da IUCN desde 2004. Seu nome científico foi proposto por Salomon Müller em 1836, que descreveu um barbichas da Sumatra. 

## Descrição

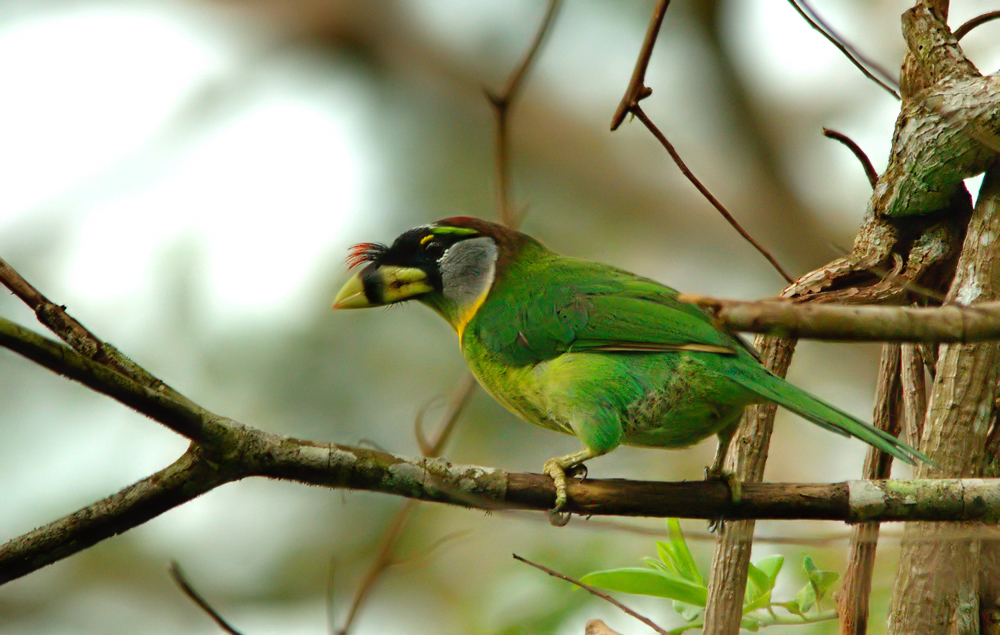
Barbichas adulto com tufos de fogo em Genting Highlands, Malásia

A ave moderadamente grande (28 cm), as aves adultas são de aparência geral verde e têm uma nuca marrom-acastanhada, lores cinza, faixa branca na testa, garganta verde, seguida de uma faixa amarela brilhante antes de uma faixa preta, aparecendo como um colar separando a barriga. O bico é fulvo com uma faixa vertical preta. Tufos de penas na base do bico. Tufos superiores alaranjados nos machos.

## Distribuição e habitat
O barbichas-bico-de-fogo habita florestas montanhosas perenes de folhas largas entre 1,070 and 2,010 m (3,510 and 6,590 ft) na Península Malaia e Sumatra. 

## Comportamento e ecologia
O barbichas-bico-de-fogo é um pássaro residente e se alimenta de figos, outras frutas, artrópodes e insetos. Seu canto é muito parecido com o das cigarras . 